# Planodiplosis insularis
Planodiplosis insularis är en tvåvingeart som beskrevs av Jean-Jacques Kieffer 1911. Planodiplosis insularis ingår i släktet Planodiplosis och familjen gallmyggor.
Artens utbredningsområde är Seychellerna. Inga underarter finns listade i Catalogue of Life.